# Nanokernel
Een nanokernel of picokernel is in de informatica een exokernel die ontzettend klein is, vaak kleiner dan een microkernel. Nano is afgeleid van het Oudgriekse νάνος, nanos, dwerg, en pico is afgeleid van het Italiaans picollo, klein.

## Voorbeelden van nanokernels
- Adeos
- KeyKOS
- LSE/OS
- PTFS